# Central termoeléctrica Guacolda

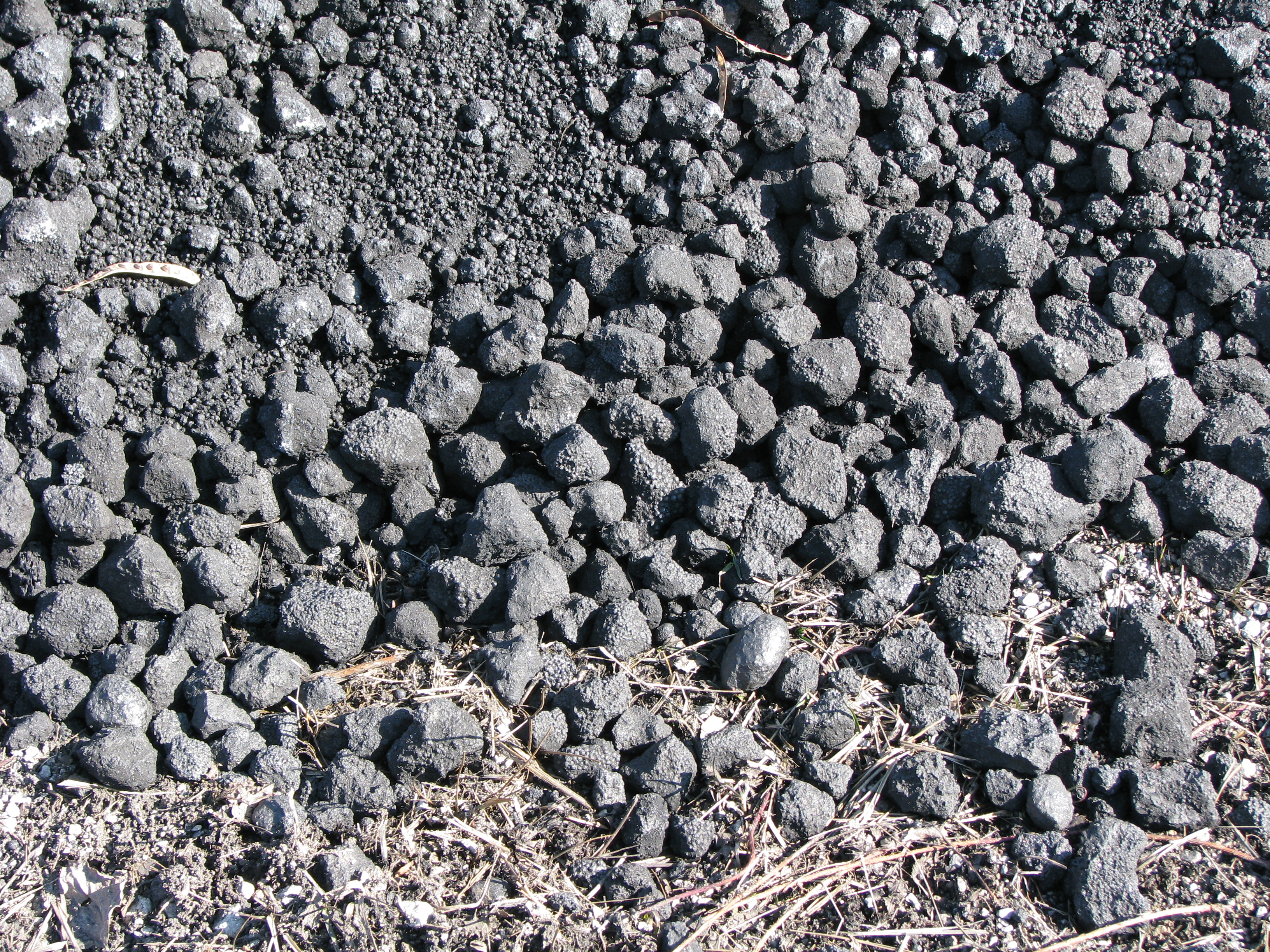
Bolas de coque de petróleo.

La central termoeléctrica Guacolda es una central termoeléctrica chilena que junto al sistema de transmisión asociado y al puerto mecanizado multipropósito Guacolda I pertenecen a Guacolda Energía anterior Eléctrica Guacolda, que a su vez está coligada con el grupo AES Gener S.A. (50% de participación). Los otros dos accionistas son Empresas Copec S.A. (25% de participación) e Inversiones Ultraterra Ltda. (25% de participación)
Está ubicada 6 km al sudoeste de la ciudad de Huasco por la ruta C-468, en la hoy península Guacolda anterior isla Guacolda ya que en 1960 fue unida al continente por la C.A.P. con el propósito de crear una bahía artificial. Esta empresa inició operaciones el 2 de abril de 1992 con la finalidad de aportar al suministro eléctrico en el sector norte del Sistema Interconectado Central (SIC).

## Proceso
Para importar  diferentes tipos de carbón de los diversos proveedores tanto nacionales como extranjeros, la central posee el puerto mecanizado multipropósito Guacolda I con capacidad máxima de trasladar 1.500 t/hora y de recibir buques de hasta 75.000 t. Las utilidades de la central en 2007 fueron de US$ 28 millones y emplea a 76 personas.

## Listado de generadores
| Generador (Unidad) | Fabricante | Inicio de operaciones   | Capacidad | Vida útil | Inversión        | Estado actual |
| ------------------ | ---------- | ----------------------- | --------- | --------- | ---------------- | ------------- |
| I                  | Mitsubishi | 29 de julio de 1995     | 152 MW    |           | US$ 192 millones | Activo        |
| II                 | Mitsubishi | 22 de agosto de 1996    | 152 MW    |           | US$ 140 millones | Activo        |
| III                | Mitsubishi | 31 de julio de 2009     | 152 MW    |           | US$ 300 millones | Activo        |
| IV                 | Mitsubishi | 31 de marzo de 2010     | 152 MW    |           | US$ 300 millones | Activo        |
| V                  | Mitsubishi | 12 de noviembre de 2015 | 152 MW    | 50 años   | US$ 235 millones | Activo        |

Además se construyó una línea de transmisión de 133 km entre Maitencillo (comuna de Freirina) y Cardones (comuna de Copiapó), para reforzar la transmisión de energía en el extremo norte del Sistema Interconectado Central, en funcionamiento desde octubre de 1995.
En octubre de 2012 se dio la autorización para proceder a la construcción de la Unidad 5 con una generación de 152 MW. Esta unidad estaría en funcionamiento el segundo semestre de 2015, de esta forma Guacolda Energía alcanzaría una capacidad de generación instalada de 760 MW.
En el año 2015 se inició el proceso para almacenar vapor para el funcionamiento de la unidad 5, en estos momentos se encuentra en funcionamiento.

## Generación anual
| Año  | GWh bruta | % de la energía bruta del SIC | % de la potencia instalada del SIC |
| ---- | --------- | ----------------------------- | ---------------------------------- |
| 2002 | 2.191 GWh | 6.9 %                         | 4.5 %                              |
| 2003 | 2.449 GWh | 7.3 %                         | 4.3 %                              |
| 2004 | 2.479 GWh | 6.8 %                         | 3.9 %                              |
| 2005 | 2.220 GWh | 5.8 %                         | 3.7 %                              |
| 2006 | 2.473 GWh | 6.1 %                         | 3.7 %                              |
| 2007 | 2.551 GWh | 6.1 %                         | 3.4 %                              |
| 2008 | 2.530 GWh | 6.1 %                         | 3.1 %                              |
| 2009 | 3.207 GWh | 7.2 %                         | 4.0 %                              |
| 2010 | 4.481 GWh | 10.4 %                        | 5.0 %                              |
| 2011 | 4.695 GWh | 10.2 %                        | 4.8 %                              |
| 2012 | 4.422 GWh | 9.0 %                         | 4.5 %                              |

## Impacto ambiental

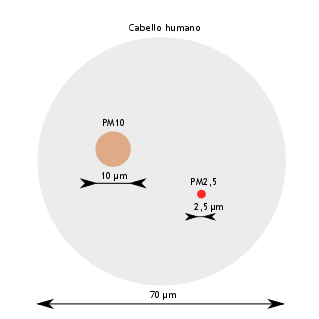
Comparación del tamaño de PM_{10} (10 micras) y PM_{2,5} (2,5 micras) con un cabello humano (70 micras).

En 2002 ante los problemas ambientales de Huasco cerca de 40 organizaciones de la región de Atacama constituyeron la Coordinadora Ambiental de la Región de Atacama (CARA) con el objetivo de unir fuerzas y recursos para sensibilizar, denunciar y formular propuestas respecto de los múltiples problemas ambientales y ecológicos que afectan el entorno y la salud de las personas.

### Estudio de la Universidad de Chile

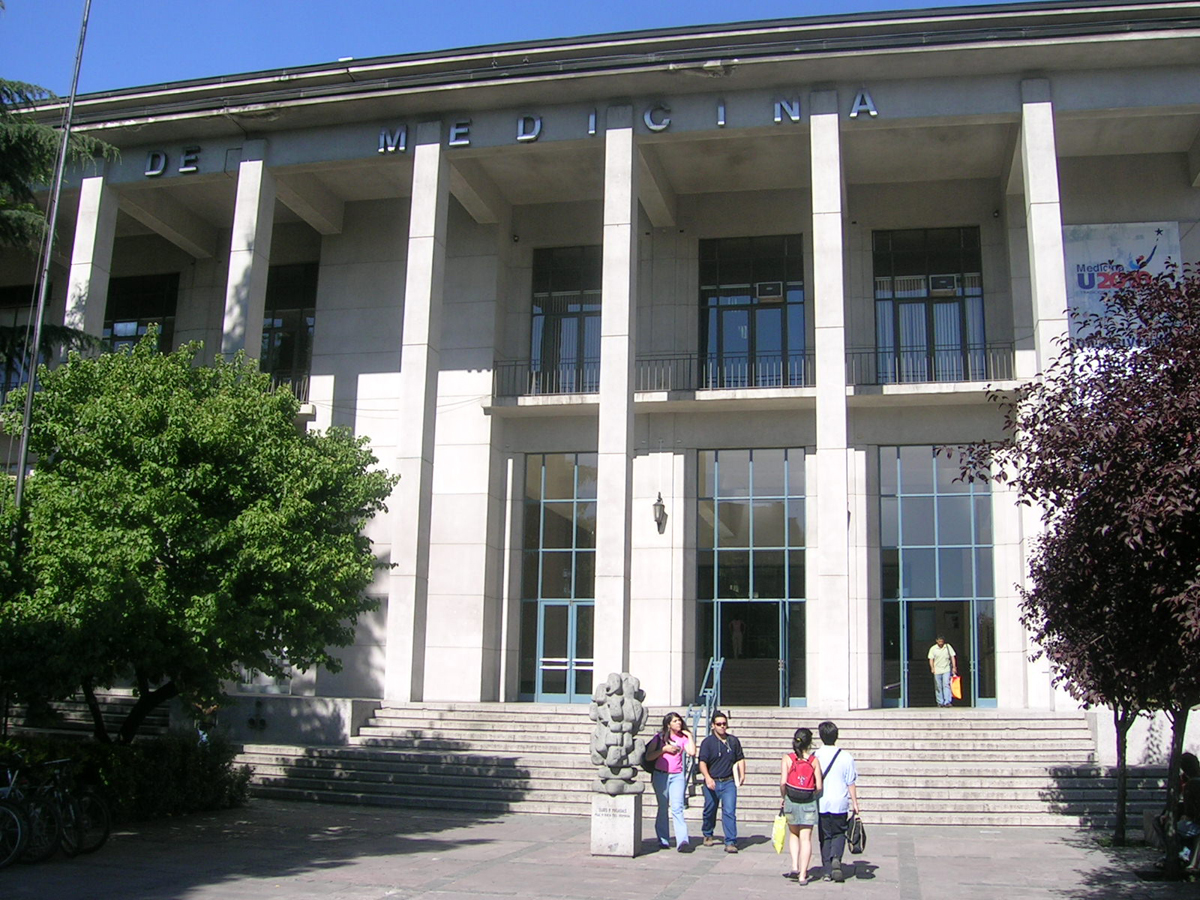
Escuela de Salud Pública de la Facultad de Medicina de la Universidad de Chile, entrada principal.

En octubre de 2005, un estudio hecho por la Escuela de Salud Pública de la Universidad de Chile, reveló que la concentración de níquel en Huasco era de 50,1 ng/m³ (nanogramo por metro cúbico), alcanzado un máximo de 252 y 1.310 ng/m³. Dicho estudio sostenía que hasta agosto del 2005 se habían acumulado 598 mil toneladas de petcoke consumidas. También se consignó que el níquel se adhiere muy ávidamente a las partículas finas de hierro, lo que expone aún más a la población a la inhalación de partículas cancerígenas.

### Evaluación de impacto ambiental(EIA)
En 2006, la empresa decidió duplicar su capacidad de generación con la construcción de dos nuevas unidades de 152 MW cada una. Ese mismo año la Comisión Regional de Medio Ambiente (COREMA) de la región de Atacama aprobó modificaciones importantes, en cuanto a la calidad de sus combustibles y emisiones, al proyecto eléctrico Guacolda III a través de una simple Declaración de Impacto Ambiental siendo que esta iniciativa ya contaba con un Estudio de Impacto Ambiental aprobado que fue sometido a largas discusiones técnicas, políticas y con la limitada participación ciudadana que considera el proceso de evaluación ambiental. Cabe señalar, además, que la Comisión Nacional de Medio Ambiente (CONAMA) y la Autoridad Sanitaria regional, instituciones que marcan la pauta en materia de protección al medio ambiente y la salud de las personas, emitieron informes negativos respecto de la iniciativa.[cita requerida]

### Generadores 3 y 4
El 31 de julio de 2009 entró en operación la Unidad 3, que sumada a las Unidades 1 y 2 generan un total de 456 MW. En el 2007 entró a evaluación ambiental la Unidad Número 4 de la Compañía que comenzó a inyectar energía a plena capacidad al Sistema Interconectado Central (SIC) en el 2010.[cita requerida]

### Generador 5 y declaración de Zona latente
En el 2009, Guacolda ingresa al SEIA la Unidad 5, con este proyecto suma un nuevo equipo de 152 MW a la central, la que totalizaría así 760 MW.
A petición del Servicio de Salud y del Servicio Agrícola y Ganadero, en enero de 2010 la COREMA de la Región de Atacama solicitó que Huasco sea declarada Zona Latente por Contaminación de material particulado PM10, esto porque se llega y sobrepasa el 80% de la norma permitida.
En el 2010 apresuradamente se aprueba la nueva ampliación de Guacolda (Unidad 5), lo que muchos vinculan con la postergada declaración de Zona Latente, ya que de existir esta declaratoria la autoridad está obligada a dictar un Plan de Prevención de la Contaminación para asegurar que no se llegue a superar las normas y por lo tanto, hubiese sido ilegal aprobar esta ampliación. Esta 5º ampliación se aprobó sin tener un sistema de disposición submarina de relaves, que recién en 2014 entra en evaluación.
La declaración de latencia por PM10 de Huasco solo ocurrió en mayo de 2012 cuando en medio de protestas por la instalación de una nueva termoeléctrica en Huasco (Central termoeléctrica Punta Alcalde de Endesa Chile) la Contraloría General de la República tomó razón del decreto del Ministerio del Medio Ambiente.
Estas protestas se levantan en la provincia del Huasco, donde diversas organizaciones plantearon un petitorio de demandas socioambientales que fueron a dejar al Palacio de La Moneda, producto de la contaminación de la planta de producción de Agrosuper, proyectos mineros y la instalación de centrales termoeléctricas.

### Mitigación por parte de Guacolda Energía
Con el fin de monitorear las emisiones, Guacolda Energía cuenta con una red de monitoreo de calidad de aire ubicados por todo el valle del Huasco (abarcando 300 km²), compuesto por 10 estaciones de monitoreo de SO2, dos estaciones de material particulado PM10, tres estaciones meteorológicas y dos de medición de NOx, datos que son informados a la Comisión Regional de Medio Ambiente (COREMA) en forma regular, cumpliendo las regulaciones de la ley 20.018 o ley corta II del Gobierno de Chile, normativa que tuvo como objeto generar incentivos para reactivar la industria eléctrica.

### Impacto en la fauna local
En 2023, se reportó la muerte de 105 ejemplares de cormorán guanay en los pozos de aducción de la central termoeléctrica, y se detectó la presencia de otros 15 especímenes vivos de dicha ave y además un chungungo vivo, esta última, una especie en peligro de extinción. Dos años después, el operador de la central reportó la muerte de un chungungo al interior de los pozos, por lo que la Superintendencia del Medio Ambiente y el Servicio Nacional de Pesca y Acuicultura iniciaron fiscalizaciones conjuntas, que arrojaron, entre otros antecedentes, que el pozo contaba con una gran cantidad de epifauna de la cual se alimenta el chungungo. El espécimen se encontró cubierto de carbón y con daño en sus órganos internos atribuibles a la exposición por tiempo prolongado a sustancias tóxicas y/o metales. Desde la Superintendencia se mandataron una serie de medidas urgentes y transitorias y se reconoció «un impacto no previsto en el proceso de evaluación de impacto ambiental, debido a que en el levantamiento de la línea de base no se informó de la presencia de especies en estado de conservación y los efectos que la ejecución de este proyecto tendría sobre las mismas».